# IC 4081
IC 4081 је елиптична галаксија у сазвјежђу Береникина коса која се налази на листи објеката дубоког неба у Индекс каталогу.
Деклинација објекта је + 22° 46' 18" а ректасцензија 13h 1m 55,2s. Привидна величина (магнитуда) објекта IC 4081 износи 15,7 а фотографска магнитуда 16,7. IC 4081 је још познат и под ознакама NPM1G +23.0309, PGC 1675832.